# Esetszétválasztás szabálya
Az esetszétválasztás szabálya a matematikai bizonyítások egyik módszere. Lényegében egy elméleten belül állítások igazságára más, már meglévő állításokból következtetni.
A szétválasztás során ha két állítás közül valamelyik igaz, akkor a bármelyikükből következő állítás szükségszerűen igaz lesz.

## Állítás
Legyen {\displaystyle {\mathfrak {T}}} valamilyen matematikai elmélet, és ennek formulái A, B és C. Ha {\displaystyle A\vee B,\,A\Rightarrow C,\,B\Rightarrow C} tételek {\displaystyle {\mathfrak {T}}}-ben, akkor C is tétel benne.

## Bizonyítás
Mivel {\displaystyle B\Rightarrow C} tétel, ezért a {\displaystyle (B\Rightarrow C)\Rightarrow ((A\vee B)\Rightarrow (A\vee C))} logikai formulából a leválasztás szabálya alapján az {\displaystyle (A\vee B)\Rightarrow (A\vee C)} is tétel. Mivel {\displaystyle (A\vee C)\Rightarrow (C\vee A)} logikai formula, a láncszabály alapján {\displaystyle (A\vee B)\Rightarrow (C\vee A)} is tétel. Mivel {\displaystyle (A\vee C)\Rightarrow ((C\vee A)\Rightarrow (C\vee C))} logikai formula, aminek feltétele tétel, ezért a leválasztás szabályát újból alkalmazva kapjuk, hogy {\displaystyle (C\vee A)\Rightarrow (C\vee C)} tétel, ebből pedig ugyanígy adódik, hogy {\displaystyle (C\vee C)} is tétel, és így a {\displaystyle (C\vee C)\Rightarrow C} formula alapján C is tétel.